# Elezioni regionali in Spagna del 2003
Le elezioni regionali in Spagna del 2003 coinvolsero 14 comunità autonome e le due città autonome di Ceuta e Melilla.
Le consultazioni ebbero luogo il 25 maggio, salvo che in Catalogna, dove si tennero il 16 novembre; nella comunità autonoma di Madrid, inoltre, l'impossibilità di costituire una maggioranza condusse a nuove elezioni, indette per il 26 ottobre.
Non furono interessate dal voto l'Andalusia (la cui assemblea era stata rinnovata in occasione delle regionali del 2000), nonché i Paesi Baschi e la Galizia (comunità andate al voto alle regionali del 2001).

## Risultati

### Aragona
| Liste  | Liste                               | Voti    | %     | Seggi |
| ------ | ----------------------------------- | ------- | ----- | ----- |
|        | Partito Socialista Operaio Spagnolo | 270 468 | 37,94 | 27    |
|        | Partito Popolare                    | 219 058 | 30,73 | 22    |
|        | Unione Aragonese                    | 97 763  | 13,71 | 9     |
|        | Partito Aragonese                   | 79 670  | 11,18 | 8     |
|        | Sinistra Unita                      | 21 795  | 3,06  | 1     |
|        | I Verdi - SOS Natura                | 4 308   | 0,60  | –     |
|        | Iniziativa Aragonese                | 1 703   | 0,24  | –     |
|        | Partito Famiglia e Vita             | 1 300   | 0,18  | –     |
|        | Centro Democratico e Sociale        | 1 056   | 0,15  | –     |
|        | Sinistra Repubblicana               | 519     | 0,07  | –     |
|        | Partito Umanista                    | 330     | 0,05  | –     |
|        | Voti in bianco                      | 14 874  | 2,09  | –     |
| Totale | Totale                              | 712 844 | 100   | 67    |

### Asturie
| Liste  | Liste                                  | Voti    | %     | Seggi |
| ------ | -------------------------------------- | ------- | ----- | ----- |
|        | Partito Socialista Operaio Spagnolo    | 250 474 | 40,48 | 22    |
|        | Partito Popolare                       | 242 396 | 39,18 | 19    |
|        | Sinistra Unita - Blocco per le Asturie | 68 360  | 11,05 | 4     |
|        | Unione Rinnovatrice Asturiana          | 17 552  | 2,84  | –     |
|        | Partito Asturiano                      | 11 376  | 1,84  | –     |
|        | I Verdi - Sinistra Verde delle Asturie | 6 561   | 1,06  | –     |
|        | Andecha Astur                          | 3 821   | 0,62  | –     |
|        | Piattaforma Difesa Terza Età           | 1 297   | 0,21  | –     |
|        | Partito Comunista dei Popoli di Spagna | 1 211   | 0,20  | –     |
|        | Centro Democratico e Sociale           | 642     | 0,10  | –     |
|        | Consiglio Asturiano                    | 524     | 0,08  | –     |
|        | Convergenza Democratica Asturiana      | 359     | 0,06  | –     |
|        | Voti in bianco                         | 14 143  | 2,29  | –     |
| Totale | Totale                                 | 618 716 | 100   | 45    |

### Baleari
| Liste  | Liste                                              | Voti    | %     | Seggi |
| ------ | -------------------------------------------------- | ------- | ----- | ----- |
|        | Partito Popolare                                   | 190 562 | 44,70 | 29    |
|        | Partito Socialista Operaio Spagnolo                | 104 614 | 24,54 | 15    |
|        | PSM - Intesa Nazionalista                          | 33 920  | 7,96  | 4     |
|        | Unione Maiorchina                                  | 31 781  | 7,45  | 3     |
|        | Sinistra Unita - I Verdi                           | 19 050  | 4,47  | 2     |
|        | Patto Progressista (PSIB-EU-ENE-ERC)               | 15 513  | 3,64  | 5     |
|        | Gruppo Sociale Indipendente                        | 6 707   | 1,57  | –     |
|        | Chiave di Maiorca                                  | 3 030   | 0,71  | –     |
|        | Sinistra Unita                                     | 1 747   | 0,41  | –     |
|        | Sinistra Repubblicana di Catalogna                 | 1 667   | 0,39  | –     |
|        | Raggruppamento Indipendente Popolare di Formentera | 1 647   | 0,39  | 1     |
|        | Verdi di Ibiza                                     | 1 330   | 0,31  | –     |
|        | Coalizione delle Organizzazioni Progressiste       | 1 298   | 0,30  | –     |
|        | Partito Rinnovatore delle Isole Baleari            | 1 162   | 0,27  | –     |
|        | Unione dei Centristi di Minorca                    | 1 129   | 0,26  | –     |
|        | I Verdi di Minorca                                 | 1 081   | 0,25  | –     |
|        | Altri <0,25%                                       | 3 009   | 0,71  | –     |
|        | Voti in bianco                                     | 7 093   | 1,66  | –     |
| Totale | Totale                                             | 426 340 | 100   | 59    |

- Risultati derivanti dalla sommatoria dei dati su base circoscrizionale. La fonte ufficiale attribuisce 10 voti in meno al PSOE nella circoscrizione di Maiorca (cfr. Junta Electoral, pag. 3), peraltro indicando correttamente il totale dei voti validi.

### Canarie
| Liste  | Liste                                  | Voti    | %     | Seggi |
| ------ | -------------------------------------- | ------- | ----- | ----- |
|        | Coalizione Canaria                     | 304 413 | 32,90 | 23    |
|        | Partito Popolare                       | 283 186 | 30,61 | 17    |
|        | Partito Socialista Operaio Spagnolo    | 235 234 | 25,42 | 17    |
|        | Federazione Nazionalista Canaria       | 44 703  | 4,83  | 3     |
|        | I Verdi delle Canarie                  | 18 340  | 1,98  | –     |
|        | Sinistra Unita                         | 12 128  | 1,31  | –     |
|        | Alternativa Popolare Canaria           | 6 737   | 0,73  | –     |
|        | Alternativa dei Cittadini 25 Maggio    | 2 719   | 0,29  | –     |
|        | Partito Comunista dei Popoli di Spagna | 1 776   | 0,19  | –     |
|        | Partito Umanista                       | 1 322   | 0,14  | –     |
|        | Asamblea Conejera - PdA - PCL          | 964     | 0,10  | –     |
|        | Unión Tinerfeña                        | 571     | 0,06  | –     |
|        | Tagoror Pensionati delle Canarie       | 449     | 0,05  | –     |
|        | Partito La Gente                       | 448     | 0,05  | –     |
|        | Democrazia Nazionale                   | 409     | 0,04  | –     |
|        | Unione Centrista                       | 43      | 0,00  | –     |
|        | Voti in bianco                         | 11 806  | 1,28  | –     |
| Totale | Totale                                 | 925 248 | 100   | 60    |

- Risultati derivanti dalla sommatoria dei dati su base circoscrizionale.

### Cantabria
| Liste  | Liste                                  | Voti    | %     | Seggi |
| ------ | -------------------------------------- | ------- | ----- | ----- |
|        | Partito Popolare                       | 146 796 | 42,49 | 18    |
|        | Partito Socialista Operaio Spagnolo    | 103 608 | 29,99 | 13    |
|        | Partito Regionalista di Cantabria      | 66 480  | 19,24 | 8     |
|        | Sinistra Unita                         | 12 770  | 3,70  | –     |
|        | Unità Cantabra                         | 5 515   | 1,60  | –     |
|        | Consiglio Nazionalista Cantabro        | 1 670   | 0,48  | –     |
|        | Cittadini Indipendenti della Cantabria | 817     | 0,24  | –     |
|        | Centro Democratico e Sociale           | 660     | 0,19  | –     |
|        | Voti in bianco                         | 7 202   | 2,08  | –     |
| Totale | Totale                                 | 345 518 | 100   | 39    |

### Castiglia-La Mancia
| Liste  | Liste                                              | Voti      | %     | Seggi |
| ------ | -------------------------------------------------- | --------- | ----- | ----- |
|        | Partito Socialista Operaio Spagnolo                | 634 132   | 57,83 | 29    |
|        | Partito Popolare                                   | 402 047   | 36,66 | 18    |
|        | Sinistra Unita                                     | 33 413    | 3,05  | –     |
|        | Tierra Comunera - Partito Nazionalista Castigliano | 2 187     | 0,20  | –     |
|        | I Verdi - Gruppo Verde                             | 1 684     | 0,15  | –     |
|        | Partito Indipendenti per Cuenca                    | 1 658     | 0,15  | –     |
|        | Unità Castigliana                                  | 1 344     | 0,12  | –     |
|        | Partito Famiglia e Vita                            | 866       | 0,08  | –     |
|        | Democrazia Nazionale                               | 802       | 0,07  | –     |
|        | Sinistra Castigliana                               | 621       | 0,06  | –     |
|        | Unità Regionale Indipendente                       | 580       | 0,05  | –     |
|        | Partito Regionalista di Guadalajara                | 517       | 0,05  | –     |
|        | Partito Democratico Spagnolo                       | 498       | 0,05  | –     |
|        | Partito Umanista                                   | 492       | 0,04  | –     |
|        | La Falange                                         | 472       | 0,04  | –     |
|        | Sinistra Repubblicana                              | 467       | 0,04  | –     |
|        | Falange Autentica                                  | 250       | 0,02  | –     |
|        | Voti in bianco                                     | 14 554    | 1,33  | –     |
| Totale | Totale                                             | 1 096 584 | 100   | 47    |

- Risultati derivanti dalla sommatoria dei dati su base circoscrizionale.

### Castiglia e León
| Liste  | Liste                                                  | Voti      | %     | Seggi |
| ------ | ------------------------------------------------------ | --------- | ----- | ----- |
|        | Partito Popolare                                       | 760 510   | 48,49 | 48    |
|        | Partito Socialista Operaio Spagnolo                    | 576 769   | 36,77 | 32    |
|        | Unión del Pueblo Leonés                                | 60 331    | 3,85  | 2     |
|        | Sinistra Unita                                         | 54 085    | 3,45  | –     |
|        | Tierra Comunera - Partito Nazionalista Castigliano     | 18 595    | 1,19  | –     |
|        | Candidatura Indipendente - Partito di Castiglia e León | 11 180    | 0,71  | –     |
|        | Unione del Popolo Salmantino                           | 6 630     | 0,42  | –     |
|        | Unità Regionalista di Castiglia e León                 | 5 323     | 0,34  | –     |
|        | Coalizione Elettorale I Verdi - Foro di Sinistra       | 4 130     | 0,26  | –     |
|        | Sinistra Castigliana                                   | 3 972     | 0,25  | –     |
|        | Centro Democratico e Sociale                           | 3 016     | 0,19  | –     |
|        | Zamora Unita                                           | 2 579     | 0,16  | –     |
|        | Sinistra Repubblicana                                  | 2 420     | 0,15  | –     |
|        | Partito di El Bierzo                                   | 2 286     | 0,15  | –     |
|        | Altri <0,15%                                           | 22 859    | 1,46  | –     |
|        | Voti in bianco                                         | 36 027    | 2,30  | –     |
| Totale | Totale                                                 | 1 568 426 | 100   | 82    |

### Catalogna
| Liste  | Liste                                                    | Voti      | %     | Seggi |
| ------ | -------------------------------------------------------- | --------- | ----- | ----- |
|        | Partito dei Socialisti di Catalogna                      | 1 031 454 | 31,16 | 42    |
|        | Convergenza e Unione                                     | 1 024 425 | 30,94 | 46    |
|        | Sinistra Repubblicana di Catalogna                       | 544 324   | 16,44 | 23    |
|        | Partito Popolare                                         | 393 499   | 11,89 | 15    |
|        | Iniziativa per la Catalogna Verdi                        | 241 163   | 7,28  | 9     |
|        | I Verdi - L'Alternativa Ecologista                       | 18 470    | 0,56  | –     |
|        | Piattaforma per la Catalogna                             | 4 892     | 0,15  | –     |
|        | Partito Operaio Socialista Internazionalista             | 4 226     | 0,13  | –     |
|        | Partito Comunista del Popolo Catalano                    | 2 580     | 0,08  | –     |
|        | Scranni Indomiti - Alternativa                           | 2 220     | 0,07  | –     |
|        | Stato Catalano                                           | 1 890     | 0,06  | –     |
|        | I Verdi - Alternativa Verde                              | 1 886     | 0,06  | –     |
|        | Sinistra Repubblicana - Partito Repubblicano di Sinistra | 1 714     | 0,05  | –     |
|        | Partito Umanista di Catalogna                            | 1 647     | 0,05  | –     |
|        | Altri <0,05%                                             | 5 881     | 0,18  | –     |
|        | Voti in bianco                                           | 30 212    | 0,91  | –     |
| Totale | Totale                                                   | 3 310 483 | 100   | 135   |

- Risultati derivanti dalla sommatoria dei dati su base circoscrizionale (cfr. risultati).

### Estremadura
| Liste  | Liste                                                   | Voti    | %     | Seggi |
| ------ | ------------------------------------------------------- | ------- | ----- | ----- |
|        | Partito Socialista Operaio Spagnolo                     | 341 522 | 51,66 | 36    |
|        | Partito Popolare                                        | 255 808 | 38,70 | 26    |
|        | Sinistra Unita - Socialisti Indipendenti di Estremadura | 41 448  | 6,27  | 3     |
|        | Estremadura Unita                                       | 12 171  | 1,84  | –     |
|        | Partito Umanista                                        | 1 082   | 0,16  | –     |
|        | Voti in bianco                                          | 9 033   | 1,37  | –     |
| Totale | Totale                                                  | 661 064 | 100   | 65    |

- Risultati derivanti dalla sommatoria dei dati su base circoscrizionale.

### La Rioja
| Liste  | Liste                                | Voti    | %     | Seggi |
| ------ | ------------------------------------ | ------- | ----- | ----- |
|        | Partito Popolare                     | 84 533  | 48,60 | 17    |
|        | Partito Socialista Operaio Spagnolo  | 66 410  | 38,18 | 14    |
|        | Partito Riojano                      | 11 842  | 6,81  | 2     |
|        | Sinistra Unita                       | 4 729   | 2,72  | –     |
|        | I Verdi della Rioja                  | 2 858   | 1,64  | –     |
|        | Movimento per il Socialismo Umanista | 269     | 0,15  | –     |
|        | Voti in bianco                       | 3 308   | 1,90  | –     |
| Totale | Totale                               | 173 949 | 100   | 33    |

### Comunità di Madrid

#### Elezioni del 23 maggio
| Liste  | Liste                               | Voti      | %     | Seggi |
| ------ | ----------------------------------- | --------- | ----- | ----- |
|        | Partito Popolare                    | 1 429 890 | 46,67 | 55    |
|        | Partito Socialista Operaio Spagnolo | 1 225 390 | 39,99 | 47    |
|        | Sinistra Unita                      | 235 428   | 7,68  | 9     |
|        | I Verdi                             | 42 322    | 1,38  | –     |
|        | I Verdi della Comunità di Madrid    | 28 207    | 0,92  | –     |
|        | Centro Democratico e Sociale        | 6 696     | 0,22  | –     |
|        | La Falange                          | 4 047     | 0,13  | –     |
|        | Partito Famiglia e Vita             | 3 994     | 0,13  | –     |
|        | Partito Democratico Spagnolo        | 3 533     | 0,12  | –     |
|        | Democrazia Nazionale                | 3 285     | 0,11  | –     |
|        | Altri <0,10%                        | 20 346    | 0,66  | –     |
|        | Voti in bianco                      | 60 942    | 1,99  | –     |
| Totale | Totale                              | 3 064 080 | 100   | 111   |

#### Elezioni del 26 ottobre
| Liste  | Liste                               | Voti      | %     | Seggi |
| ------ | ----------------------------------- | --------- | ----- | ----- |
|        | Partito Popolare                    | 1 346 588 | 48,48 | 57    |
|        | Partito Socialista Operaio Spagnolo | 1 083 205 | 39,00 | 45    |
|        | Sinistra Unita                      | 236 013   | 8,50  | 9     |
|        | I Verdi della Comunità di Madrid    | 14 067    | 0,51  | –     |
|        | I Verdi                             | 12 665    | 0,46  | –     |
|        | Cittadini in Bianco                 | 8 111     | 0,29  | –     |
|        | Nuovo Socialismo                    | 6 176     | 0,22  | –     |
|        | Democrazia Nazionale                | 3 694     | 0,13  | –     |
|        | Altri <0,10%                        | 18 670    | 0,67  | –     |
|        | Voti in bianco                      | 48 433    | 1,74  | –     |
| Totale | Totale                              | 2 777 622 | 100   | 111   |

- La fonte ufficiale attribuisce al Partito Comunista dei Popoli di Spagna (sopra incluso in "altri") 1.394 voti anziché 1.894, peraltro indicando correttamente il totale dei voti (cfr. Comunità di Madrid).

### Murcia
| Liste  | Liste                                                   | Voti    | %     | Seggi |
| ------ | ------------------------------------------------------- | ------- | ----- | ----- |
|        | Partito Popolare                                        | 367 710 | 56,66 | 28    |
|        | Partito Socialista Operaio Spagnolo                     | 221 392 | 34,11 | 16    |
|        | Sinistra Unita                                          | 36 754  | 5,66  | 1     |
|        | I Verdi                                                 | 10 208  | 1,57  | –     |
|        | Convergenza Cittadina del Sudest                        | 1 194   | 0,18  | –     |
|        | Partito Umanista                                        | 1 063   | 0,16  | –     |
|        | Partito Famiglia e Vita                                 | 392     | 0,06  | –     |
|        | Democrazia Nazionale - Partito Nazionale dei Lavoratori | 239     | 0,04  | –     |
|        | Centro Democratico e Sociale                            | 136     | 0,02  | –     |
|        | Voti in bianco                                          | 9 941   | 1,53  | –     |
| Totale | Totale                                                  | 649 029 | 100   | 45    |

- La fonte ufficiale fornisce dati incompleti (cfr. risultati).

### Navarra
| Liste  | Liste                                          | Voti    | %     | Seggi |
| ------ | ---------------------------------------------- | ------- | ----- | ----- |
|        | Unión del Pueblo Navarro                       | 127 460 | 41,48 | 23    |
|        | Partito Socialista Operaio Spagnolo            | 65 003  | 21,15 | 11    |
|        | Sinistra Unita                                 | 26 962  | 8,77  | 4     |
|        | Aralar                                         | 24 068  | 7,83  | 4     |
|        | Convergenza dei Democratici della Navarra      | 23 516  | 7,65  | 4     |
|        | Partito Nazionalista Basco - Eusko Alkartasuna | 22 824  | 7,43  | 4     |
|        | Batzarre                                       | 7 873   | 2,56  | –     |
|        | Partito Umanista                               | 1 290   | 0,42  | –     |
|        | Partito Carlista                               | 1 017   | 0,33  | –     |
|        | Voti in bianco                                 | 7 304   | 2,38  | –     |
| Totale | Totale                                         | 307 317 | 100   | 50    |

### Comunità Valenciana
| Liste  | Liste                                                   | Voti      | %     | Seggi |
| ------ | ------------------------------------------------------- | --------- | ----- | ----- |
|        | Partito Popolare                                        | 1 146 780 | 47,17 | 48    |
|        | Partito Socialista Operaio Spagnolo                     | 874 288   | 35,96 | 35    |
|        | L'Intesa (Sinistra Unita - Verdi - Sinistra Valenciana) | 154 494   | 6,35  | 6     |
|        | Blocco Nazionalista Valenciano - Sinistra Verde         | 114 011   | 4,69  | –     |
|        | Unione Valenciana                                       | 72 557    | 2,98  | –     |
|        | Sinistra Repubblicana del Paese Valenciano              | 7 609     | 0,31  | –     |
|        | Partito Comunista dei Popoli di Spagna                  | 3 884     | 0,16  | –     |
|        | Centro Democratico e Sociale                            | 3 189     | 0,13  | –     |
|        | Partito Regionale della Comunità Valenciana             | 2 868     | 0,12  | –     |
|        | Partito Umanista                                        | 2 747     | 0,11  | –     |
|        | Spagna 2000                                             | 2 650     | 0,11  | –     |
|        | Partito Repubblicano                                    | 2 545     | 0,10  | –     |
|        | Falange Autentica                                       | 2 332     | 0,10  | –     |
|        | Partito Famiglia e Vita                                 | 1 690     | 0,07  | –     |
|        | Un'Altra Democrazia è Possibile                         | 1 156     | 0,05  | –     |
|        | Democrazia Nazionale                                    | 798       | 0,03  | –     |
|        | Voti in bianco                                          | 37 805    | 1,55  | –     |
| Totale | Totale                                                  | 2 431 403 | 100   | 89    |